# Rheumaptera apograpta
Rheumaptera apograpta là một loài bướm đêm trong họ Geometridae.